# Agnieszka Ślązak

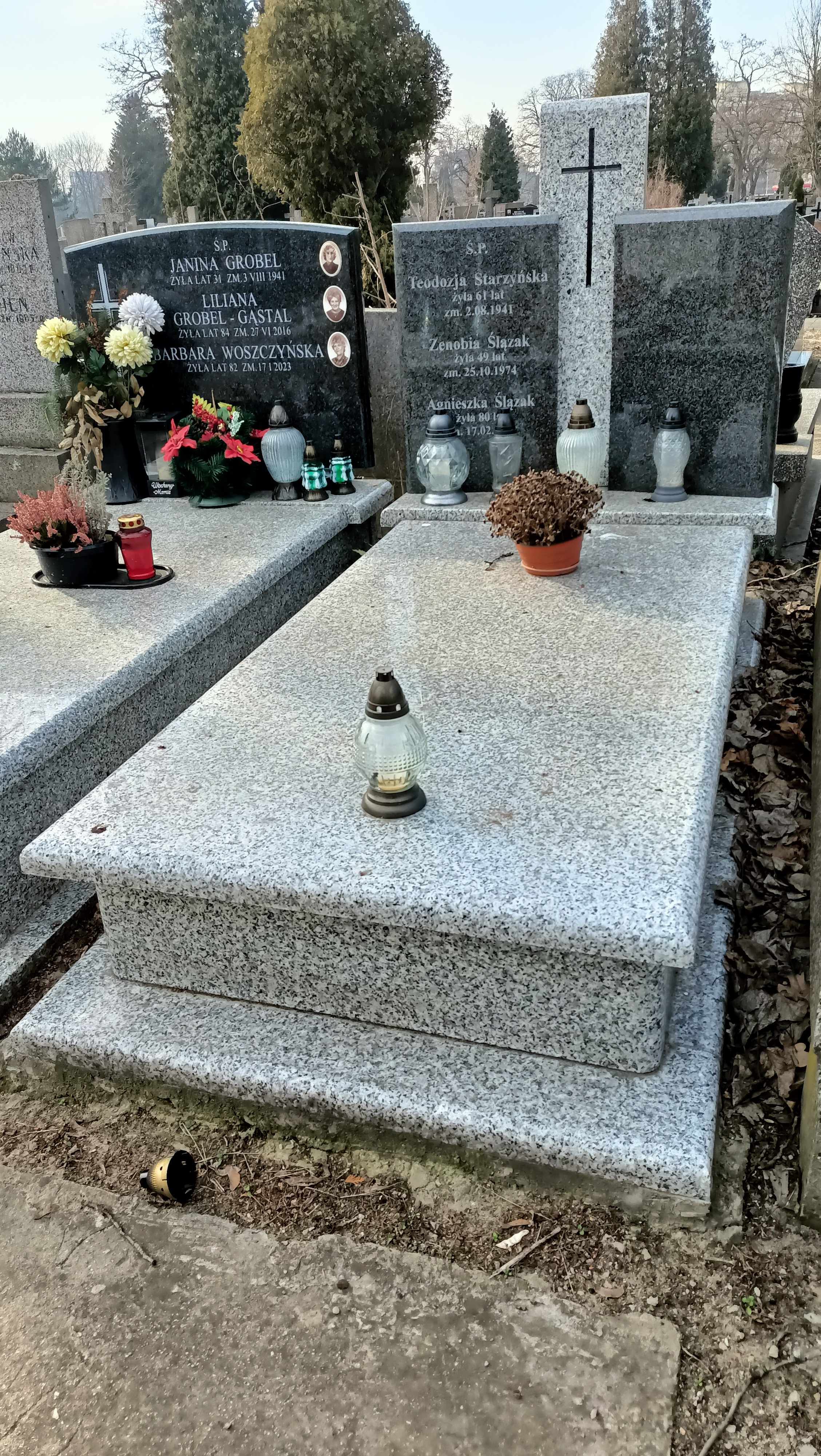
Grób Agnieszki Ślązak na cmentarzu Bródnowskim w Warszawie

Agnieszka Ślązak z d. Starzyńska (ur. 21 stycznia 1900 r. w Warszawie, zm. 17 lutego 1980 r. tamże) – polska Sprawiedliwa wśród Narodów Świata.

## Życiorys
Agnieszka Ślązak mieszkała przy ulicy św. Wincentego 47 w Warszawie. Jej mężem był Józef Ślązak, z którym miała sześcioro dzieci. W 1942 r. wyniosła z warszawskiego getta półtoraroczne dziecko, Gizę Alterwajn (Gizellą Alterwein). Sprawowała nad nią opiekę do zakończenia okupacji niemieckiej w 1945 r. Dziewczyna było przedstawiane jako krewna, również piątce dzieci małżeństwa Ślązaków. Prawdziwą tożsamość Gizy znał jedynie Józef oraz Danuta Gałkowa, najstarsza córka, która także zorganizowała dla ukrywanej fałszywe dokumenty na nazwisko Stefania Szymkowiak. W 1945 r. Agnieszka Ślązak odnalazła kuzynów Alterwajn, po czym ukrywana wyjechała z nimi najpierw do Łodzi, a następnie do Urugwaju.
Pochowana na cmentarzu Bródnowskim w Warszawie (kwatera 70E-3-3).
1 czerwca 2010 r. Agnieszka Ślązak została pośmiertnie uhonorowana tytułem Sprawiedliwy wśród Narodów Świata. Odznaczono wtedy także jej córkę, Danutę Gałkową, oraz post mortem jej małżonka, Józefa Ślązaka.